# 脈搏 (電視節目)
《脈搏》（英語：The Pulse）是由香港電台製作的時事週刊類節目，該節目提供有關香港、中国大陆和世界其他地區當前問題的深入報道和訪談。節目由駐香港的作家兼記者史蒂芬·維內斯主持，最初在明珠台和港台電視31兩個頻道播出，2017年以後沒有在明珠台繼續播出。2019年开播中文版《脈搏》。

## 歷史
2020年3月28日，2019冠狀病毒病疫情期間，世界衛生組織助理總幹事布鲁斯·艾尔沃德接受節目記者唐若韞透過網路視訊採訪。艾爾沃德被問到「世界衛生組織是否會重新考慮臺灣的會籍問題」，他停頓九秒後表示沒聽見，唐若韞表示自己可以重複提問，艾爾沃德則表示不用重複了，直接問下一個問題就好，當唐若韞表示「我想問跟臺灣有關的議題」，此時艾爾沃德疑似切斷視訊。重新接通後唐若韞問到「你是如何評斷臺灣到目前為止在防疫方面上的表現」，艾爾沃德則說「我們已經談論過中國了，如果你看中國各個地區，他們其實都做得相當不錯」。
4月2日，香港商務及經濟發展局發言人表示，局長邱騰華認為該集節目當中的表達，有違「一个中国」的原則及約章中香港電台作為公共廣播機構所訂明的目的和使命；港府廣播處長作為港台的總編輯，必須對此負責。但香港電台回應，該集節目提及台灣時，只以「地方」（place）來形容，且審視全集內容後，認為並無違反「一国两制」原則，也沒有違反「香港電台約章」。4月7日，香港特首林鄭月娥认为，香港電台不論作為公共廣播機構，抑或一個政府部門，都應維護「一國兩制」的原則，節目內容要加深市民對「一國兩制」的理解。到2021年6月，通訊局指節目無違規，並無歪曲受訪者意見，裁定投訴不成立。
2021年3月底，主持人唐若韞在《脈搏》节目中发表新疆相关言论引发争议。4月3日，有市民上街抗議敦促通訊局及港台管理層，嚴肅跟進港台抹黑、播「毒」事件，將《脈搏》節目下架，並懲處唐若韞等相關人員。唐若韞於4月辭職離開港台。到同年6月7日，通訊事務管理局經審理後裁定投訴理據不足，認為無不準確不持平或不公正。不過港台認為節目會讓聽眾錯誤理解和違反一個中國原則。
2021年6月30日，多間媒體報導節目將停播，而主持人韋安仕表示在《港區國安法》下感到疑慮，宣布告別香港電台。

## 外部連結
- 英文版《脈搏》節目官网